# Bund der Alevitischen Studierenden
Der Bund der Alevitischen Studierenden (kurz: BDAS) ist die Studierendenorganisation des Bund der Alevitischen Jugendlichen e.V (BDAJ). Er ist der Dachverband von über 33 Hochschulgruppen. Seinen Sitz hat der BDAS seit 2016 in Köln.

## Geschichte
Der Bund der Alevitischen Studierenden wurde im Rahmen einer Hochschulgruppeninitiative des Bundes der Alevitischen Jugendlichen im Jahre 2010 skizziert und im November 2011 realisiert, als die erste alevitische Hochschulgruppe in Trier durch Caglar Ekici gegründet wurde. Am 11. und 12. Mai 2013 trafen sich Vertreter der damals 17 Hochschulgruppen in Kassel, um einen Dachverband der alevitischen Studierendengruppen zu gründen. Am 11. Mai verfassten sie gemeinsam die Satzung und am 12. Mai wurde der erste Vorstand des BDAS gewählt, dessen Vorsitzender Caglar Ekici wurde.
Von 2009 bis 2012 organisierte die Arbeitsgemeinschaft der Evangelischen Jugend (AEJ) in Deutschland mit dem Bund der alevitischen Jugend ein Coachingprojekt mit dem Ziel der strukturellen Weiterentwicklung der Selbstorganisation des BDAJ und später auch des BDAS. Das Projekt wurde mit Mitteln des Bundesamts für Migration und Flüchtlinge (BAMF) gefördert und war fokussiert auf die Einführung hauptberuflicher Strukturen, die Qualifizierung von Multiplikatoren und Durchführenden von Seminaren. 2010 fand eine gemeinsame Fachveranstaltung unter dem Titel „Jugendliche auf dem ‚rechten‘ Weg? Strategien von BDAJ und AEJ gegen Rechtsextremismus“ statt.

## Aktivitäten
Der Bund der Alevitischen Studierenden ist an über 30 deutschen Hochschulen aktiv und unterstützt die Mitglieder bei ihrem Studium, beschäftigt sich mit bildungspolitischen und gesellschaftlichen Themen und fördert die wissenschaftliche Auseinandersetzung mit dem Alevitentum. Er befürwortet im aufklärerischen Sinne die hochschulpolitische Auseinandersetzung mit Themen wie Sexismus, Gender, Antifaschismus, Antisemitismus und Homophobie. Aufgrund des föderalen Konzepts des BDAS obliegen die Aktivitäten und Kompetenzen den einzelnen Hochschulgruppen und deren Vorständen.
Die einzelnen Hochschulgruppen beteiligten sich z. B. an Veranstaltungen zur Situation der Aleviten in anderen Ländern, zur Perspektive alevitischer Lehrstühle in Deutschland und engagieren sich für gesellschaftspolitische Themen in Deutschland.

## Aufbau des BDAS
Der aktuelle Bundessprecher*innenrat (seit Mai 2023) besteht aus neun Mitgliedern, Vorsitzende sind Melinda Özgül und Evîn Turan. Der Aufsichtsrat und die Schiedskommission entsprechen der des BDAJ.
Die BuKo ist das höchste Organ des BDAS. Ihre Entscheidungen gehen allen anderen Organentscheidungen vor und setzen diese gegebenenfalls außer Kraft. Sie ist ermächtigt, die Wahl und Entlastung der Vereinsorgane vorzunehmen. Die Genehmigung der Jahresrechnung, Änderung der Satzung sowie die Entgegennahme des Arbeitsberichts der Organe, aber auch die Auflösung des BDAS selbst kann nur eine ordentliche Bundesdelegiertenkonferenz erreichen. Die ordentliche BuKo findet jährlich statt.
Der Vorstand besteht aus sieben bis neun ordentlichen Mitgliedern. Sie werden von der BuKo für die Dauer von zwei Jahren gewählt. Das Amt der Bundesvorsitzenden wird gemäß der Satzung von mindestens einer Frau bekleidet. Der Generalsekretär sowie der Finanzvorsitzende erhalten Unterstützung durch eine Stellvertretung. Zudem können bis zu drei Beisitzer in den Vorstand gewählt werden.